# وایت لوتوس (فصل ۲)
فصل دوم وایت لوتوس، مجموعه آنتولوژی کمدی درام آمریکایی، که توسط مایک وایت ساخته، نویسندگی و کارگردانی شده است، در ۳۰ اکتبر ۲۰۲۲ از شبکهٔ اچ‌بی‌او پخش شد. ساخت این فصل در اوت ۲۰۲۱ تأیید شد. فیلم‌برداری آن در جزیره سیسیل و در اوایل سال ۲۰۲۲ انجام گرفت. در این فصل، گروهی از بازیگران از جمله اف. موری آبراهام، جنیفر کولیج، آدام دی‌مارکو، مگان فیهی، بئاتریچه گرانو، جون گریس، تام هالندر، سابرینا ایمپاچاتوره، مایکل امپریولی، تئو جیمز، آبری پلازا، هیلی ریچاردسون، ویل شارپ، سیمونا تاباسکو، لئو وودال ایفای نقش کردند. کولیج و گریس نقش‌های خود را از فصل اول در این فصل نیز ادامه دادند. این فصل دارای هفت قسمت است و داستان این فصل نیز مانند فصل اول، زندگی کارکنان و مهمانان ثروتمند یک اقامتگاه لوکس را دنبال می‌کند، این بار در سیسیل، ایتالیا. این مجموعه با تمرکز بر روابط پیچیده، تضادهای طبقاتی و تنش‌های روانی میان مهمانان، روایتی طنزآمیز و تیره از دنیای افراد مرفه ارائه می‌دهد.
فصل دوم با تحسین منتقدان روبه‌رو شد و نامزد ۱۲ جایزه در هفتاد و پنجمین دوره جوایز امی و نامزد ۱۱ جایزه در جوایز خلاقانه امی شد. در مجموع موفق به دریافت ۵ جایزه امی در این دو مراسم گردید. این فصل نیز مانند فصل اول، با رویکردی انتقادی و هوشمندانه به طبقات اجتماعی، امتیازات ناعادلانه و روابط انسانی می‌پردازد.